# Nonciature apostolique en Égypte
La nonciature apostolique en Égypte constitue la représentation officielle du Saint-Siège en Égypte, où réside le nonce apostolique. Il s’agit d’un poste diplomatique du Saint-Siège, dont le représentant porte le titre de nonce apostolique avec rang d’ambassadeur. En Égypte, le nonce apostolique exerce généralement aussi les fonctions de délégué apostolique auprès de la Ligue arabe, ainsi que celles de nonce apostolique à Oman lorsqu’il est nommé dans ces pays.

## Représentants du Saint-Siège en Égypte
Délégués apostoliques
- Jean-Baptiste Auvergne (29 mars 1833-7 septembre 1836), également archevêque titulaire d'Iconium (de)
- Perpetuo Guasco (de) (7 juin 1839-26 août 1859), également archevêque titulaire de Fesseë (de)
- Paškal Vujičić (de) (7 septembre 1860-6 août 1866), également archevêque titulaire d'Antiphellus (de)
- Ljudevit Ćurčija (de) (27 juillet 1866-1 mai 1881), également archevêque titulaire de Dercos (de)
- Anacleto Chicaro (de) (17 mai 1881 – 5 octobre 1888), également archevêque titulaire d'Émèse (de)
- Guido Corbelli (9 octobre 1888-22 juin 1896), également archevêque titulaire de Péluse (de)
- Gaudenzio Bonfigli (de) (25 février 1896 – 6 avril 1904), également archevêque titulaire de Casius (de)
- Aurelio Briante (de) (23 juillet 1904 – février 1921), également archevêque titulaire de Cyrène (de)
- Andrea Cassulo (24 janvier 1921 – 7 mai 1927), également archevêque titulaire de Léontopolis-en-Augustamnique (de)
- Valerio Valeri (18 octobre 1927 – 3 avril 1933), également archevêque titulaire d'Éphèse (de)
- Riccardo Bartoloni (en) (9 avril 1933-11 octobre 1933), également archevêque titulaire de Laodicée-en-Syrie (de)
- Torquato Dini (en) (12 novembre 1933[1],[2] – 26 mars 1934[3]), également archevêque titulaire de Dara (de)
- Gustavo Testa (4 juin 1934[4] – 23 août 1947), également archevêque titulaire d'Amasea (de)
  - Il continua comme délégué apostolique dans plusieurs pays lorsqu'il perdit la responsabilité de l'Égypte avec l'érection d'une nonciature et la nomination d'un internonce.

Internonces apostoliques
- Arthur Hughes (en) (23 août 1947[5] – 12 juillet 1949), également archevêque titulaire d'Hiéropolis (de) puis d'Aprus (de)
- Albert Levame (3 octobre 1949[6] – 16 juin 1954), également archevêque titulaire de Chersenèse-en-Zechie (de)
- Georges-Marie de Jonghe d'Ardoye (2 mars 1955 – 23 novembre 1956), également archevêque titulaire de Misthia (de)
- Silvio Oddi (11 janvier 1957 – 17 mai 1962), également archevêque titulaire de Mesembria
- Mario Brini (en) (13 juin 1962 – 2 octobre 1965), également archevêque titulaire d'Algiza (de)

Pro-nonces apostoliques
- Lino Zanini (4 janvier 1966 – 7 mai 1969), également archevêque titulaire d'Andrinople-en-Hémimont (de)
- Bruno Heim (7 mai 1969 - 16 juillet 1973), également archevêque titulaire de Xanthus (de)
- Achille Glorieux (3 août 1973 – 1984), également archevêque titulaire de Beverlacum
- Giovanni Moretti (en) (10 juillet 1984 – 15 juillet 1989), également archevêque titulaire de Vartana (de)
- Antonio Magnoni (en) (22 juillet 1989 – 18 mars 1995), également archevêque titulaire de Boseta (de)

Nonces apostoliques
- Paolo Giglio (25 mars 1995 – 5 février 2002[7]), également archevêque titulaire de Tyndaris (de)
- Marco Dino Brogi (5 février 2002[7] – 27 janvier 2006), également archevêque titulaire de Città Ducale (de)
- Michael Louis Fitzgerald (15 février 2006  – 23 octobre 2012), également archevêque titulaire de Nepte (de)
- Jean-Paul Gobel (5 janvier 2013  – 3 janvier 2015), également archevêque titulaire de Calatia (de)
- Bruno Musarò (5 février 2015  – 29 août 2019), également archevêque titulaire d'Abari
- Nicolas Thévenin (4 novembre 2019  – présent), également archevêque titulaire d'Aeclanum (de)